# Wikelman Carmona
Wikelman José Carmona Torres, noto semplicemente come Wikelman Cardona (Valle de la Pascua, 24 febbraio 2003), è un calciatore venezuelano, centrocampista del N.Y. Red Bulls.

## Carriera

### Club
Il 25 gennaio 2021 viene acquistato dal N.Y. Red Bulls; debutta in prima squadra il 17 aprile nel match di MLS perso 2-1 contro lo Sporting K.C..
Il 31 luglio seguente realizza la sua prima rete nel match perso 3-2 contro il N.E. Revolution.

### Nazionale
Ha giocato nella nazionale venezuelana Under-17.
Nel 2023 ha partecipato al campionato sudamericano Under-20.

## Statistiche

### Presenze e reti nei club
Statistiche aggiornate al 4 novembre 2021.
| Stagione        | Squadra           | Campionato      | Campionato | Campionato | Coppe nazionali | Coppe nazionali | Coppe nazionali | Coppe continentali | Coppe continentali | Coppe continentali | Altre coppe | Altre coppe | Altre coppe | Totale | Totale |
| Stagione        | Squadra           | Comp            | Pres       | Reti       | Comp            | Pres            | Reti            | Comp               | Pres               | Reti               | Comp        | Pres        | Reti        | Pres   | Reti   |
| --------------- | ----------------- | --------------- | ---------- | ---------- | --------------- | --------------- | --------------- | ------------------ | ------------------ | ------------------ | ----------- | ----------- | ----------- | ------ | ------ |
| 2021            | N.Y. Red Bulls II | USL             | 5          | 0          |                 | -               | -               |                    | -                  | -                  |             | -           | -           | 5      | 0      |
| 2021            | N.Y. Red Bulls    | MLS             | 25         | 1          |                 | -               | -               |                    | -                  | -                  |             | -           | -           | 25     | 1      |
| Totale carriera | Totale carriera   | Totale carriera | 30         | 1          |                 | -               | -               |                    | -                  | -                  |             | -           | -           | 30     | 1      |